# Tuffi ai XVII Giochi asiatici - Trampolino 3 metri sincro maschile
La competizione dei tuffi dal trampolino 3 metri sincro maschile dei XVII Giochi asiatici si è disputata il 30 settembre 2014 presso il Centro Acquatico Munhak Park Tae-hwan, di Incheon, in Corea del Sud. Ogni coppia di atleti ha eseguito una serie di sei tuffi.

## Programma
| Data              | Ora (UTC+9) | Turno  |
| ----------------- | ----------- | ------ |
| 30 settembre 2014 | 16:00       | Finale |

## Risultati
| Class   | Atleti        | Nazione                                    | Tuffi | Tuffi | Tuffi | Tuffi | Tuffi | Tuffi | Totale |
| Class   | Atleti        | Nazione                                    | 1     | 2     | 3     | 4     | 5     | 6     | Totale |
| ------- | ------------- | ------------------------------------------ | ----- | ----- | ----- | ----- | ----- | ----- | ------ |
| Oro     | Cina          | Cao Yuan Lin Yue                           | 53.40 | 53.40 | 81.60 | 92.40 | 90.30 | 89.76 | 460.86 |
| Argento | Malaysia      | Ahmad Amsyar Azman Ooi Tze Liang           | 49.20 | 49.80 | 67.89 | 79.56 | 79.80 | 79.56 | 405.81 |
| Bronzo  | Corea del Sud | Kim Yeong-nam Woo Ha-ram                   | 49.80 | 46.20 | 75.60 | 73.47 | 77.52 | 76.50 | 399.09 |
| 4       | Giappone      | Yu Okamoto Ken Terauchi                    | 51.00 | 48.00 | 75.60 | 75.48 | 71.10 | 75.33 | 396.51 |
| 5       | Hong Kong     | Chow Ho Wing Jason Poon                    | 42.60 | 43.80 | 63.00 | 65.10 | 59.64 | 61.20 | 335.34 |
| 6       | Kuwait        | Abdulrahman Abbas Hasan Qali               | 42.60 | 45.00 | 59.40 | 55.80 | 59.40 | 63.90 | 326.10 |
| 7       | Qatar         | Shady Salah Abdelhamid Abdulaziz Balghaith | 40.20 | 37.20 | 46.20 | 56.70 | 60.30 | 40.50 | 281.10 |